# Cantonul Lamotte-Beuvron
Cantonul Lamotte-Beuvron este un canton din arondismentul Romorantin-Lanthenay, departamentul Loir-et-Cher, regiunea Centru, Franța.

## Comune
- Chaon
- Chaumont-sur-Tharonne
- Lamotte-Beuvron (reședință)
- Nouan-le-Fuzelier
- Souvigny-en-Sologne
- Vouzon
- Yvoy-le-Marron